# BMT卡纳西线
卡納西線（英語：Canarsie Line），有時稱為「14街-東線」（14th Street–Eastern Line），是紐約地鐵BMT分部的地鐵路線，以位於布魯克林卡納西鄰里的總站命名。任何時候都設有L線列車，在地圖上以灰色顯示。
此線是BMT東分部的一部分，有時稱作「東區線」。這是指威廉斯堡，該區在威廉斯堡市被布魯克林市吸納時被稱為布魯克林的「東區」。這是原初路線布魯克林地鐵部分的所在地。然而，只有後來連接路線的軌道才能到達卡納西。東區高級中學鄰近此線的格蘭街車站，保留了這個地名，直至1996年關閉為止，後來以格蘭街教育校園重新開放。

## 路線服務
使用卡納西線的路線以灰色顯示。以下路線使用全段卡納西線：
|           | 時段     | 路段 |
| --------- | -------- | ---- |
| "L" train | 任何時候 | 全線 |

## 車站列表
| 車站服務圖例             | 車站服務圖例              |
| ------------------------ | ------------------------- |
| 任何時候停站             | 任何時候停站              |
| 任何時候停站（深夜除外） | 任何時候停站（深夜除外）  |
| 僅平日停站               | 僅平日停站                |
| 僅繁忙時段的尖峰方向停站 | 僅時段的方向停站          |
| 時段資料                 |                           |
|                          |                           |
| 無障礙設施               | 車站符合ADA標準           |
| ↑                        | 車站在指定方向符合ADA標準 |
| ↓                        | 車站在指定方向符合ADA標準 |
|                          | 升降機只到夾層            |

| 曼哈頓             |                                                  |                       |  |                |                                                                                       |
| 雀兒喜             | 無障礙設施                                       | 第八大道              |  | 1931年5月30日  | A C E （IND第八大道線）                                                               |
| 雀兒喜             |                                                  | 第六大道              |  | 1924年6月30日  | 1 2 3 （IRT百老匯-第七大道線，14街） F <F> M （IND第六大道線，14街） 可轉乘PATH，14街 |
| 聯合廣場           | 無障礙設施                                       | 聯合廣場              |  | 1924年6月30日  | N Q R W （BMT百老匯線） 4 5 6 <6> （IRT萊辛頓大道線）                                 |
| 東村               |                                                  | 第三大道              |  | 1924年6月30日  |                                                                                       |
| 東村               |                                                  | 第一大道              |  | 1924年6月30日  | 北行M15選擇巴士服務                                                                   |
| 布魯克林           |                                                  |                       |  |                |                                                                                       |
| 14街隧道下穿東河   |                                                  |                       |  |                |                                                                                       |
| 威廉斯堡           |                                                  | 貝德福德大道          |  | 1924年6月30日  |                                                                                       |
| 威廉斯堡           |                                                  | 羅里默街              |  | 1924年6月30日  | G （IND跨城線，大都會大道）                                                           |
| 威廉斯堡           |                                                  | 格拉漢姆大道          |  | 1924年6月30日  |                                                                                       |
| 威廉斯堡           |                                                  | 格蘭街                |  | 1924年6月30日  |                                                                                       |
| 東威廉斯堡         |                                                  | 蒙特羅斯大道          |  | 1924年6月30日  |                                                                                       |
| 東威廉斯堡         |                                                  | 摩根大道              |  | 1928年7月14日  |                                                                                       |
| 布什維克           |                                                  | 傑斐遜街              |  | 1928年7月14日  |                                                                                       |
| 布什維克           |                                                  | 德卡爾布大道          |  | 1928年7月14日  |                                                                                       |
| 布什維克/ 里奇伍德 | 無障礙設施                                       | 默特爾-威克奧夫大道   |  | 1928年7月14日  | M （BMT默特爾大道線） 起初是默特爾大道                                                |
| 布什維克/ 里奇伍德 |                                                  | 哈爾西街              |  | 1928年7月14日  |                                                                                       |
| 布什維克           | ↑                                                | 威爾遜大道            |  | 1928年7月14日  | 僅北行方向可無障礙通行。                                                              |
| 布什維克           |                                                  | 布什維克大道-阿伯丁街 |  | 1928年7月14日  |                                                                                       |
| 東紐約             |                                                  | 百老匯交匯            |  | 1928年7月14日  | J Z （BMT牙買加線） A C （IND福爾頓街線）                                             |
| 東紐約             | 軌道連往BMT牙買加線（沒有定期的服務）            |                       |  |                |                                                                                       |
| 東紐約             | 軌道連往東紐約車廠                               |                       |  |                |                                                                                       |
| 東紐約/布朗斯維爾  |                                                  | 大西洋大道            |  | 1906年12月28日 | 可轉乘長島鐵路，東紐約                                                                |
| 東紐約/布朗斯維爾  |                                                  | 蘇特大道              |  | 1906年12月28日 |                                                                                       |
| 東紐約/布朗斯維爾  |                                                  | 利沃尼亞大道          |  | 1906年12月28日 |                                                                                       |
| 東紐約/布朗斯維爾  | 軌道連往林登車場（沒有第三軌供電；只有柴油列車） |                       |  |                |                                                                                       |
| 東紐約/布朗斯維爾  |                                                  | 新地段大道            |  | 1906年12月28日 | 原為新地段路 B15巴士往JFK機場                                                         |
| 卡納西             |                                                  | 東105街               |  | 1906年12月28日 | 原為地面車站，約1906年改建為高架島式月台                                              |
| 卡納西             | 軌道連往卡納西車廠                               |                       |  |                |                                                                                       |
| 卡納西             | 無障礙設施                                       | 卡納西-洛克威公園道   |  | 1906年12月28日 | 原為地面車站，大規模重建為總站                                                        |
| 卡納西             |                                                  | 夫拉特蘭大道          |  |                | 路線廢棄，車站拆除                                                                    |
| 卡納西             |                                                  | L大道                 |  |                | 路線廢棄，車站拆除                                                                    |
| 卡納西             |                                                  | 卡納西碼頭            |  |                | 路線廢棄，車站拆除                                                                    |